# Martine Payfa
Martine Payfa, née le 19 janvier 1952 à Watermael-Boitsfort, est une femme politique belge bruxelloise, membre de Démocrate fédéraliste indépendant. Elle est la fille d'Andrée Payfa-Fosseprez, qui est la première femme bourgmestre en Région de Bruxelles-Capitale (1976).
Elle est diplômée de l'école normale Émile-André.

## Fonctions politiques
- Députée fédérale (1994-1995)
- Membre du Parlement de la Région de Bruxelles-Capitale :
  - du 12 juillet 1989 au 21 juillet 1994 ,
  - du 6 juin 1995 au 5 juin 2003
  - depuis le 29 juin 2004
- Bourgmestre de Watermael-Boitsfort de 1994 à 2012
- Conseillère communale à Watermael-Boitsfort de 2012 à 2018

## Décoration
- Officier de l'ordre de Léopold (2009)[1]